# Strasbourg-Campagne (quận)
Quận Strasbourg-Campagne là một quận của Pháp, nằm ở tỉnh Bas-Rhin, ở vùng Alsace. Quận này có 8 tổng và 104 xã.

## Các đơn vị hành chính

### Các tổng
Các tổng của quận Strasbourg-Campagne là: 
1. Bischheim
2. Brumath
3. Geispolsheim
4. Hochfelden
5. Illkirch-Graffenstaden
6. Mundolsheim
7. Schiltigheim
8. Truchtersheim

### Các xã
Các xã của quận Strasbourg-Campagne, và mã INSEE là: 
| 1. Achenheim (67001)               | 2. Alteckendorf (67005)              | 3. Bernolsheim (67033)             |
| 4. Berstett (67034)                | 5. Bietlenheim (67038)               | 6. Bilwisheim (67039)              |
| 7. Bischheim (67043)               | 8. Blaesheim (67049)                 | 9. Bossendorf (67058)              |
| 10. Breuschwickersheim (67065)     | 11. Brumath (67067)                  | 12. Dingsheim (67097)              |
| 13. Donnenheim (67100)             | 14. Dossenheim-Kochersberg (67102)   | 15. Duntzenheim (67107)            |
| 16. Duppigheim (67108)             | 17. Durningen (67109)                | 18. Eckbolsheim (67118)            |
| 19. Eckwersheim (67119)            | 20. Entzheim (67124)                 | 21. Eschau (67131)                 |
| 22. Ettendorf (67135)              | 23. Fegersheim (67137)               | 24. Fessenheim-le-Bas (67138)      |
| 25. Friedolsheim (67145)           | 26. Furdenheim (67150)               | 27. Gambsheim (67151)              |
| 28. Geispolsheim (67152)           | 29. Geiswiller (67153)               | 30. Geudertheim (67156)            |
| 31. Gingsheim (67158)              | 32. Gougenheim (67163)               | 33. Grassendorf (67166)            |
| 34. Gries (67169)                  | 35. Griesheim-sur-Souffel (67173)    | 36. Handschuheim (67181)           |
| 37. Hangenbieten (67182)           | 38. Hochfelden (67202)               | 39. Hoenheim (67204)               |
| 40. Hœrdt (67205)                  | 41. Hohatzenheim (67207)             | 42. Hohfrankenheim (67209)         |
| 43. Holtzheim (67212)              | 44. Hurtigheim (67214)               | 45. Illkirch-Graffenstaden (67218) |
| 46. Ingenheim (67220)              | 47. Issenhausen (67225)              | 48. Ittenheim (67226)              |
| 49. Kienheim (67236)               | 50. Kilstett (67237)                 | 51. Kolbsheim (67247)              |
| 52. Krautwiller (67249)            | 53. Kriegsheim (67250)               | 54. Kurtzenhouse (67252)           |
| 55. Kuttolsheim (67253)            | 56. La Wantzenau (67519)             | 57. Lampertheim (67256)            |
| 58. Lingolsheim (67267)            | 59. Lipsheim (67268)                 | 60. Lixhausen (67270)              |
| 61. Melsheim (67287)               | 62. Minversheim (67293)              | 63. Mittelhausbergen (67296)       |
| 64. Mittelhausen (67297)           | 65. Mittelschaeffolsheim (67298)     | 66. Mommenheim (67301)             |
| 67. Mundolsheim (67309)            | 68. Mutzenhouse (67312)              | 69. Neugartheim-Ittlenheim (67228) |
| 70. Niederhausbergen (67326)       | 71. Oberhausbergen (67343)           | 72. Oberschaeffolsheim (67350)     |
| 73. Olwisheim (67361)              | 74. Osthoffen (67363)                | 75. Ostwald (67365)                |
| 76. Pfettisheim (67374)            | 77. Pfulgriesheim (67375)            | 78. Plobsheim (67378)              |
| 79. Quatzenheim (67382)            | 80. Reichstett (67389)               | 81. Ringeldorf (67402)             |
| 82. Ringendorf (67403)             | 83. Rohr (67406)                     | 84. Rottelsheim (67417)            |
| 85. Saessolsheim (67423)           | 86. Schaffhouse-sur-Zorn (67439)     | 87. Scherlenheim (67444)           |
| 88. Schiltigheim (67447)           | 89. Schnersheim (67452)              | 90. Schwindratzheim (67460)        |
| 91. Souffelweyersheim (67471)      | 92. Stutzheim-Offenheim (67485)      | 93. Truchtersheim (67495)          |
| 94. Vendenheim (67506)             | 95. Waltenheim-sur-Zorn (67516)      | 96. Weyersheim (67529)             |
| 97. Wickersheim-Wilshausen (67530) | 98. Willgottheim (67532)             | 99. Wilwisheim (67534)             |
| 100. Wingersheim (67539)           | 101. Wintzenheim-Kochersberg (67542) | 102. Wiwersheim (67548)            |
| 103. Wolfisheim (67551)            | 104. Zœbersdorf (67560)              |                                    |